# Vagos
Vagos é uma vila portuguesa situada no distrito de Aveiro, região Centro e sub-região da Região de Aveiro, com cerca de 3 800 habitantes.
É sede do município de Vagos com 164,92 km² de área, 22 851 habitantes (2011) e uma densidade demográfica de 138,6 hab./km², subdividido em 8 freguesias. O município é composto por duas partes divididas pela Ria de Aveiro: uma parte continental e uma porção do cordão dunar da Costa Nova. É limitado a norte pelo município de Ílhavo, a nordeste por Aveiro, a leste por Oliveira do Bairro, a sueste por Cantanhede, a sudoeste por Mira e a oeste o litoral no oceano Atlântico.

## História
Esta região, chamada "Vacuus" durante a ocupação romana, ainda não existia na sua totalidade durante a Idade Média. Efetivamente, muitos dos terrenos atuais estavam ocupados pelo mar, tendo ocorrido posteriormente o assoreamento da vasta planície onde, hoje, as populações se dedicam, essencialmente, à agricultura e agro-pecuária.
Foi-lhe concedido foral, por D. Manuel I, a 12 de agosto de 1514.

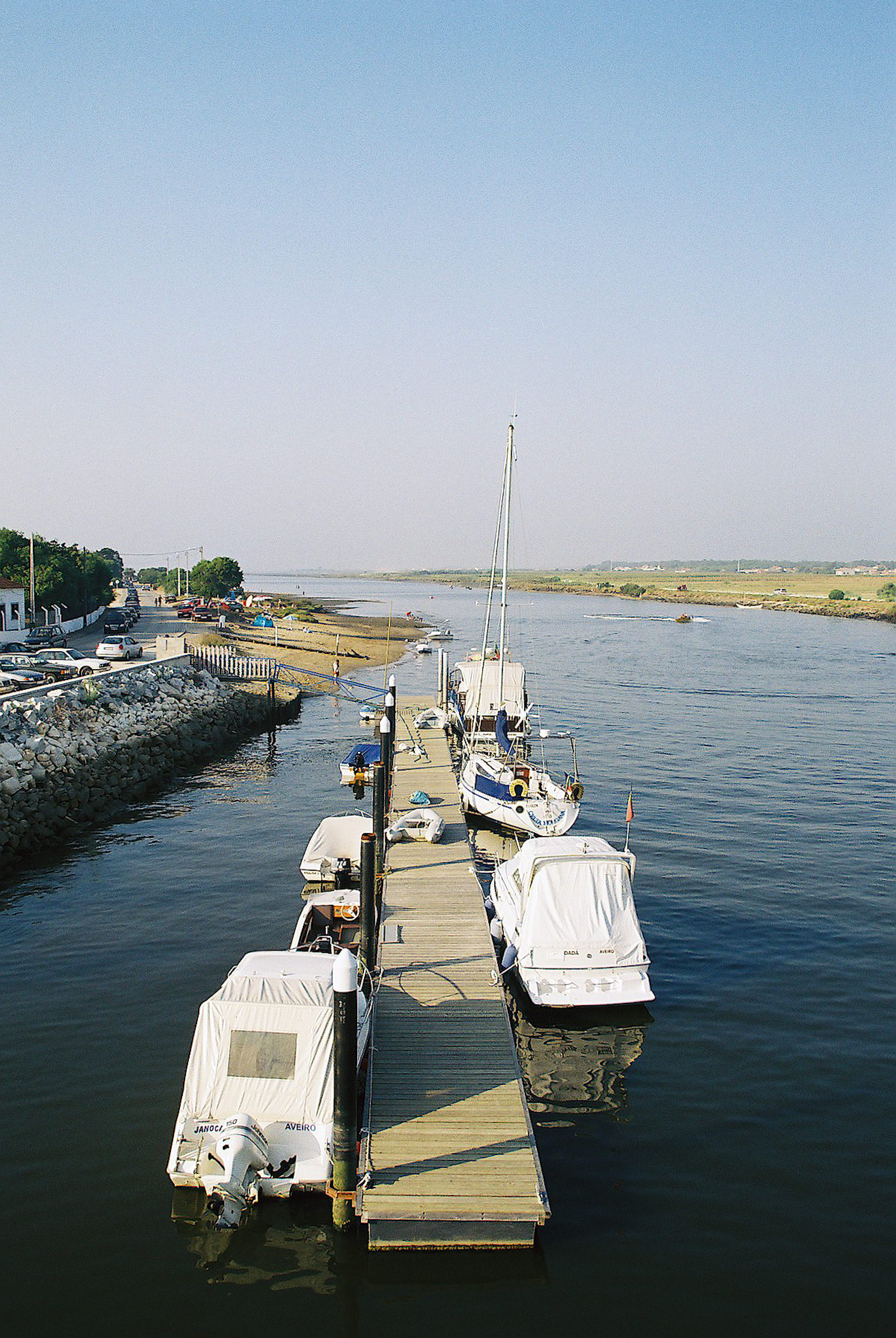

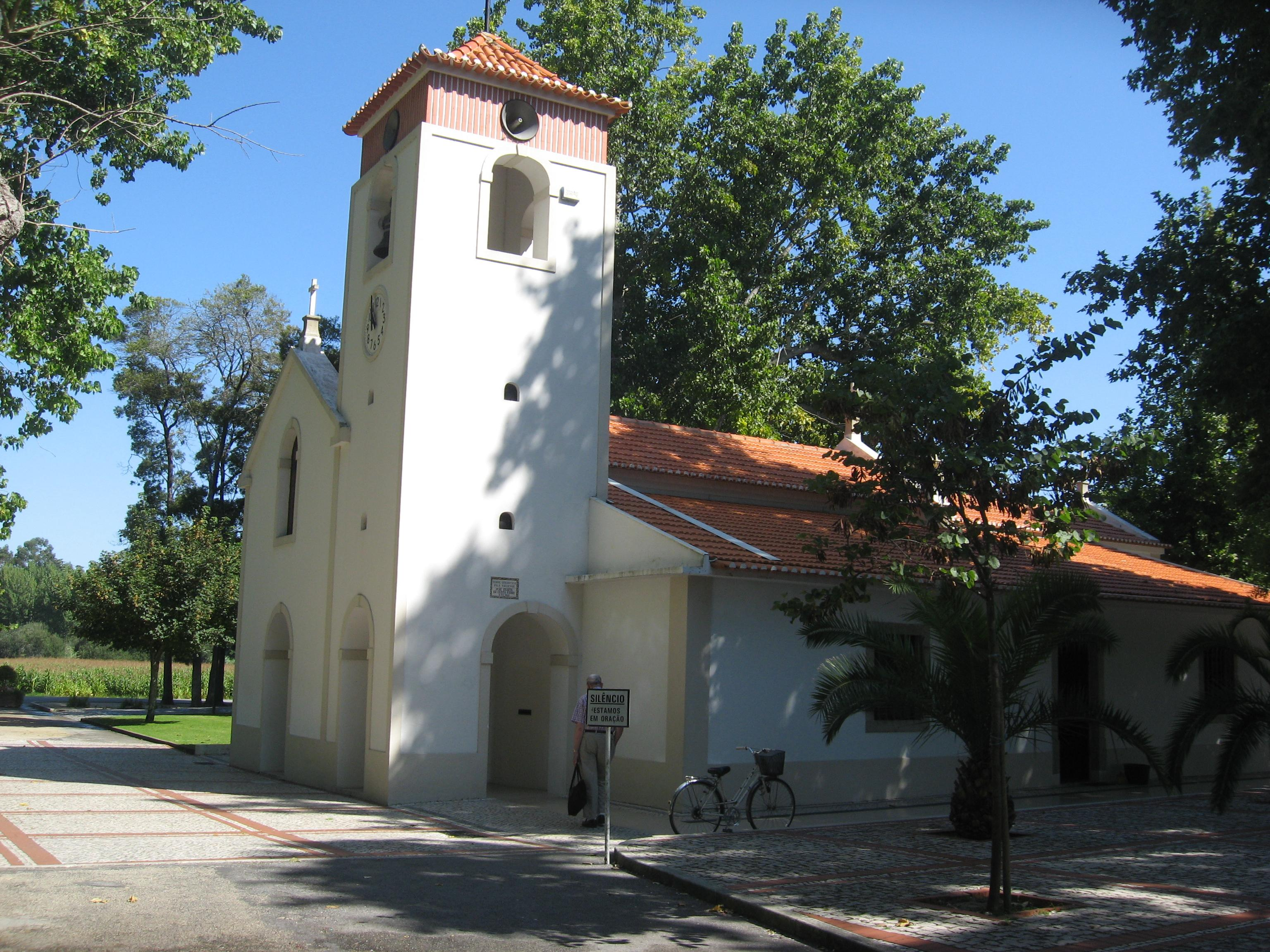
Santuário de Nossa Senhora de Vagos

## Freguesias

Freguesias do município de Vagos.

O município de Vagos está dividido em 8 freguesias:
- Calvão
- Fonte de Angeão e Covão do Lobo
- Gafanha da Boa Hora
- Ouca
- Ponte de Vagos e Santa Catarina
- Santo André de Vagos
- Sosa
- Vagos e Santo António

## Património
- Nossa Senhora de Vagos
- Museu do Brincar
- Casa-Museu Gandaresa
- Estádio Municipal de Vagos

## Associações & Grupos Desportivos
- - Confraria Gastronómica "As Sainhas" de Vagos
  - Agrupamento de Escuteiros 822 de Vagos
  - Associação Humanitária dos Bombeiros Voluntários de Vagos
  - Santa Casa da Misericórdia de Vagos
  - Orfeão de Vagos
  - Dunameão
  - Agrupamento de Escolas de Vagos
  - Jornal O´Ponto
  - Rádio VagosFM
  - Jornal Eco de Vagos
  - Jornal Terras de Vagos
  - Futebol Clube Vaguense
  - Universidade Sénior de Vagos
  - Gaticão
  - Ruralidades e Memórias — Associação Desenvolvimento Rural de Vagos
  - Associação de Pais e Encarregados de Educação da Vila de Vagos

## Zona Industrial de Vagos — Empresas
- Vagosteel
- Vagos Sol
- Decalarte
- Mistolin
- MHI
- Ferneto
- Grestel
- Costa Verde
- PRIREV
- Aleluia Cerâmica
- Martinpan
- MOTA
- Sagiper
- White and Green
- Lomboser
- Vagoplano
- GOMAT
- Somengil
- Casa Agrícola Rui Batel
- Segmaz
- Inter Bike
- VagaAlimentar
- ClickHouse
- Winoxer
- Bricotintas
- Fastfer
- Ilhaplast

## Política

### Eleições autárquicas[9]
| Data | %      | V      | %       | V       | %     | V     | %            | V            | %              | V   | %              | V   | %  | V  | Participação |                |
| Data | CDS-PP | CDS-PP | PPD/PSD | PPD/PSD | PS    | PS    | FEPU/APU/CDU | FEPU/APU/CDU | PPM            | PPM | GCE            | GCE | CH | CH | Participação |                |
| ---- | ------ | ------ | ------- | ------- | ----- | ----- | ------------ | ------------ | -------------- | --- | -------------- | --- | -- | -- | ------------ | -------------- |
| Data | 1976   | 51,98  | 4       | 29,00   | 2     | 12,18 | 1            | 3,42         | -              |     |                |     |    |    |              | 69,75 / 100,00 |
| 1979 | 57,69  | 5      | 30,96   | 2       | 6,98  | -     | 1,66         | -            | 74,64 / 100,00 |     |                |     |    |    |              |                |
| 1982 | 27,28  | 2      | 29,27   | 2       | 5,79  | -     | 1,41         | -            | 32,30          | 3   | 72,65 / 100,00 |     |    |    |              |                |
| 1985 | 24,01  | 2      | 38,07   | 3       | 6,03  | -     | 0,78         | -            | 28,08          | 2   | 68,25 / 100,00 |     |    |    |              |                |
| 1989 | 38,45  | 3      | 51,05   | 4       | 7,47  | -     | 0,40         | -            |                |     | 68,84 / 100,00 |     |    |    |              |                |
| 1993 | 44,39  | 4      | 44,02   | 3       | 8,17  | -     | 0,54         | -            | 67,56 / 100,00 |     |                |     |    |    |              |                |
| 1997 | 54,82  | 4      | 36,22   | 3       | 6,03  | -     | 0,44         | -            | 65,39 / 100,00 |     |                |     |    |    |              |                |
| 2001 | 42,58  | 3      | 49,00   | 4       | 5,03  | -     | 0,45         | -            | 66,58 / 100,00 |     |                |     |    |    |              |                |
| 2005 | 21,04  | 1      | 63,56   | 6       | 9,71  | -     | 1,41         | -            | 63,34 / 100,00 |     |                |     |    |    |              |                |
| 2009 | (a)    | (a)    | 63,42   | 5       | (a)   | (a)   | 2,25         | -            | 30,99          | 2   | 57,33 / 100,00 |     |    |    |              |                |
| 2013 | 32,88  | 2      | 48,52   | 4       | 11,21 | 1     | 2,00         | -            |                |     | 52,41 / 100,00 |     |    |    |              |                |
| 2017 | 17,27  | 1      | 68,60   | 6       | 8,34  | -     | 1,53         | -            | 54,38 / 100,00 |     |                |     |    |    |              |                |
| 2021 | 19,44  | 1      | 60,70   | 6       | 8,75  | -     | 1,24         | -            | 5,41           | -   | 53,17 / 100,00 |     |    |    |              |                |

(a) O CDS-PP e o PS apoiaram a lista independente "Vagos Primeiro" nas eleições de 2009.

### Eleições legislativas
| Data | %     | %     | %     | %    | %     | %     | %        | %     | %    | %     | %    | %   | %       | % | %  | %  |
| Data | CDS   | PSD   | PS    | PCP  | UDP   | AD    | APU/ CDU | FRS   | PRD  | PSN   | B.E. | PAN | PSD CDS | L | CH | IL |
| ---- | ----- | ----- | ----- | ---- | ----- | ----- | -------- | ----- | ---- | ----- | ---- | --- | ------- | - | -- | -- |
| 1976 | 43,25 | 38,16 | 11,11 | 0,67 | 0,56  |       |          |       |      |       |      |     |         |   |    |    |
| 1979 | AD    | AD    | 10,16 | APU  | 0,59  | 81,79 | 1,87     |       |      |       |      |     |         |   |    |    |
| 1980 | AD    | AD    | FRS   | APU  | 0,37  | 84,66 | 1,91     | 8,52  |      |       |      |     |         |   |    |    |
| 1983 | 29,82 | 48,92 | 13,17 | APU  | 0,35  |       | 1,51     |       |      |       |      |     |         |   |    |    |
| 1985 | 27,97 | 51,49 | 11,04 | APU  | 0,25  | 1,21  | 4,13     |       |      |       |      |     |         |   |    |    |
| 1987 | 6,61  | 81,22 | 7,09  | CDU  | 0,17  | 0,64  | 0,60     |       |      |       |      |     |         |   |    |    |
| 1991 | 9,11  | 78,68 | 8,90  | CDU  |       | 0,33  | 0,16     | 0,68  |      |       |      |     |         |   |    |    |
| 1995 | 22,39 | 57,09 | 17,41 | CDU  | 0,12  | 0,45  |          | 0,18  |      |       |      |     |         |   |    |    |
| 1999 | 29,05 | 51,78 | 14,81 | CDU  |       | 0,74  | 0,18     | 0,97  |      |       |      |     |         |   |    |    |
| 2002 | 18,49 | 66,90 | 10,61 | CDU  | 0,70  |       | 1,01     |       |      |       |      |     |         |   |    |    |
| 2005 | 15,85 | 61,61 | 15,48 | CDU  | 0,89  | 2,28  |          |       |      |       |      |     |         |   |    |    |
| 2009 | 19,22 | 55,57 | 14,24 | CDU  | 1,24  | 5,02  |          |       |      |       |      |     |         |   |    |    |
| 2011 | 16,71 | 65,05 | 9,37  | CDU  | 1,32  | 2,41  | 0,63     |       |      |       |      |     |         |   |    |    |
| 2015 | PSD   | CDS   | 12,73 | CDU  | 1,88  | 5,89  | 0,94     | 70,72 | 0,48 |       |      |     |         |   |    |    |
| 2019 | 11,29 | 52,25 | 16,99 | CDU  | 1,28  | 6,14  | 2,42     |       | 0,50 | 0,81  | 0,74 |     |         |   |    |    |
| 2022 | 4,81  | 51,32 | 22,14 | CDU  | 0,82  | 3,08  | 0,96     | 0,81  | 8,46 | 3,95  |      |     |         |   |    |    |
| 2024 | AD    | AD    | 12,92 | CDU  | 49,05 | 0,70  | 2,39     | 1,35  | 1,74 | 22,06 | 4,32 |     |         |   |    |    |

## Evolução da população do município
| Número de habitantes | Número de habitantes | Número de habitantes | Número de habitantes | Número de habitantes | Número de habitantes | Número de habitantes | Número de habitantes | Número de habitantes | Número de habitantes | Número de habitantes | Número de habitantes | Número de habitantes | Número de habitantes | Número de habitantes | Número de habitantes |
| -------------------- | -------------------- | -------------------- | -------------------- | -------------------- | -------------------- | -------------------- | -------------------- | -------------------- | -------------------- | -------------------- | -------------------- | -------------------- | -------------------- | -------------------- | -------------------- |
| 1864                 | 1878                 | 1890                 | 1900                 | 1911                 | 1920                 | 1930                 | 1940                 | 1950                 | 1960                 | 1970                 | 1981                 | 1991                 | 2001                 | 2011                 | 2021                 |
| 9 088                | 10 128               | 11 084               | 11 954               | 13 445               | 14 123               | 15 860               | 18 135               | 20 131               | 20 250               | 18 516               | 18 548               | 19 068               | 22 017               | 22 851               | 22 886               |

(Número de habitantes que tinham a residência oficial neste município à data em que os censos se realizaram.)
| Número de habitantes por grupo etário | Número de habitantes por grupo etário | Número de habitantes por grupo etário | Número de habitantes por grupo etário | Número de habitantes por grupo etário | Número de habitantes por grupo etário | Número de habitantes por grupo etário | Número de habitantes por grupo etário | Número de habitantes por grupo etário | Número de habitantes por grupo etário | Número de habitantes por grupo etário | Número de habitantes por grupo etário | Número de habitantes por grupo etário | Número de habitantes por grupo etário |
| ------------------------------------- | ------------------------------------- | ------------------------------------- | ------------------------------------- | ------------------------------------- | ------------------------------------- | ------------------------------------- | ------------------------------------- | ------------------------------------- | ------------------------------------- | ------------------------------------- | ------------------------------------- | ------------------------------------- | ------------------------------------- |
|                                       | 1900                                  | 1911                                  | 1920                                  | 1930                                  | 1940                                  | 1950                                  | 1960                                  | 1970                                  | 1981                                  | 1991                                  | 2001                                  | 2011                                  | 2021                                  |
| 0-14 Anos                             | 3 948                                 | 5 047                                 | 4 957                                 | 5 126                                 | 6 079                                 | 6 831                                 | 6 745                                 | 6 130                                 | 5 310                                 | 4 127                                 | 3 852                                 | 3 405                                 | 3 056                                 |
| 15-24 Anos                            | 2 086                                 | 2 217                                 | 2 593                                 | 2 789                                 | 3 046                                 | 3 387                                 | 3 554                                 | 3 025                                 | 3 019                                 | 3 275                                 | 3 277                                 | 2 713                                 | 2 335                                 |
| 25-64 Anos                            | 4 769                                 | 5 237                                 | 5 432                                 | 5 986                                 | 7 054                                 | 7 819                                 | 8 339                                 | 7 465                                 | 7 923                                 | 8 986                                 | 11 408                                | 12 251                                | 11 987                                |
| = ou > 65 Anos                        | 789                                   | 854                                   | 876                                   | 1 083                                 | 1 372                                 | 1 435                                 | 1 612                                 | 1 820                                 | 2 296                                 | 2 680                                 | 3 480                                 | 4 482                                 | 5 508                                 |

(Obs: De 1900 a 1950, os dados referem-se à população presente no município à data em que eles se realizaram. Daí que se registem algumas diferenças relativamente à designada população residente.)

## Confrarias
- Confraria Gastronómica "As Sainhas" de Vagos
- Confraria dos Sabores da Abóbora
- Confraria dos Sabores da Fava